# Лященко Олександр Трохимович
Лященко Олександр Трохимович (4 вересня 1922, Краснопіль, нині Врадіївський район, Миколаївська область — 18 квітня 1998) — повний кавалер трьох орденів Слави, учасник Другої Світової війни, розвідник.

## Життєпис
Народився 4 вересня 1922 року в селі Краснопіль (нині Врадіївський район Миколаївської області України) у селянській родині. Закінчив Любашівську середню школу.
В 1941 році призваний до лав Червоної армії.
Під час боїв на Дніпрі в складі 238 стрілецької дивізії 50-ї армії 2-го Білоруського фронту біля Могильова одержав Орден Слави 3 ступеня.
Орденом Слави 2 ступеня нагороджений за вдалі дії проти супротивника на території Польщі біля міста Осовець (район Білостоку).
9 березня 1945 року сержант Лященко в районі м. Картхауз (Німеччина — нині Картузи, Польща) першим піднявся в атаку і повів за собою підрозділ, врукопашну знищивши двох гитлерівців і одного взявши в полон. За це 29 червня 1945 року нагороджений Орденом Слави 1 ступеня.
В боях біля Данцига втратив ногу. Перемогу зустрів у шпиталі.
У тому ж 1945 році демобілізований. Повернувшись додому, працював заступником голови колгоспу в Любашівці.
В 1946 році закінчив Одеський електротехнічний інститут зв'язку. Пізніше проживав у різних містах, і на кінець жив і працював начальником міської телефонно-телеграфної станції в Миколаєві. Помер 18 квітня 1998 року.